# Pleasure to Burn (Burning Rain)
Pleasure to Burn è il secondo album in studio dei Burning Rain, pubblicato nel 2000 per l'etichetta discografica Pony Canyon.

## Tracce
1. Fireball – 4:04
2. Love Emotion – 3:36
3. Stone Cold N'Crazy – 5:22
4. Cherie Don't Break My Heart – 5:17
5. Shot Down – 3:37
6. Love De Jour – 3:51
7. Faithfully Yours – 5:47
8. Sex Machine – 4:21
9. Metal Superman – 3:47
10. Judgement Day – 5:48
11. Devil Money – 4:47

## Formazione
- Keith St.John - voce
- Doug Aldrich - chitarra
- Ian Mayo - basso
- Alex Makarovich - batteria

### Altri musicisti
- Edward Roth - tastiere